# 14a etapa del Tour de França de 2011
La 14a etapa del Tour de França de 2011 es disputà el dissabte 16 de juliol de 2011 sobre un recorregut de 168,5 km entre Sent Gaudenç i l'estació hivernal de Plateau de Beille. El vencedor fou el belga Jelle Vanendert (Omega Pharma-Lotto). Thomas Voeckler conservà el liderat.

## Perfil de l'etapa
Etapa reina dels Pirineus, amb sis dificultats muntanyoses puntuables, una de tercera, dos de segona, dos de primera i el final a Plateau de Beille, de categoria especial. L'esprint intermedi es troba a Orgivèth (km 36,5).

## Desenvolupament de l'etapa
Una nombrosa escapada, amb més de 20 ciclistes, es formà des dels primers quilòmetres d'etapa, sense que hi hagués ningú important de la general. Mickaël Delage passà en primera posició pel coll de Portet d'Aspet i a l'esprint intermedi d'Orgivèth (km 36,5).
El descens del coll de la Core va ser aprofitat per Julien El Fares (Cofidis) per escapar-se juntament amb Sandy Casar (FDJ). Poc abans de l'avituallament se'ls uní David Millar (Garmin-Cervélo). En aquest punt disposaven de 40" respecte a la resta d'escapats. En l'ascens al port d'Agnes els escapats van veure com se'ls afegia companyia per formar un grup d'onze. Mentrestant, al grup del mallot groc el Team Leopard-Trek accelerà el ritme i alguns ciclistes començaren a tenir problemes.
En el descens del port d'Agnes, Gorka Izagirre (Euskaltel–Euskadi) marxà en solitari, però va ser agafat a manca de 23 de meta. Rubén Pérez Moreno (Euskaltel–Euskadi) inicià l'ascensió a Plateau de Beille al capdavant, però ben aviat Casar el superà. Per darrere res es mogué i sols a manca d'11 km per a l'arribada els germans Schleck començaren a fer tímids atacs que no aconseguiren deixar enrere a cap dels favorits, ja que es van anar neutralitzant constantment entre ells. Sols a Jelle Vanendert (Omega Pharma-Lotto), que no lluitava per la general, se li permeté sortir en solitari d'aquest grup. A 6,5 km per a l'arribada superà a Casar, marxant en solitari cap a la meta, on s'imposà amb 21" sobre Samuel Sánchez (Euskaltel–Euskadi), que també aconseguí deixar enrere la resta de favorits. Thomas Voeckler conservà el lideratge perdent sols 2" respecte Andy Schleck, que atacà a manca de 500 metres.

## Esprints
| Primer  | Mickaël Delage    | 20 pts |
| Segon   | David Millar      | 17 pts |
| Tercer  | Maxime Bouet      | 15 pts |
| Quart   | Sandy Casar       | 13 pts |
| Cinquè  | Arthur Vichot     | 11 pts |
| Sisè    | Bauke Mollema     | 10 pts |
| Setè    | Kristjan Koren    | 9 pts  |
| Vuitè   | Julien El Fares   | 8 pts  |
| Novè    | Christophe Riblon | 7 pts  |
| Desè    | Rémy di Grégorio  | 6 pts  |
| Onzè    | Marco Marcato     | 5 pts  |
| Dotzè   | Anthony Charteau  | 4 pts  |
| Tretzè  | Manuel Quinziato  | 3 pts  |
| Catorzè | Sylvain Chavanel  | 2 pts  |
| Quinzè  | Xabier Zandio     | 1 pt   |

| Primer  | Jelle Vanendert        | 20 pts |
| Segon   | Samuel Sánchez         | 17 pts |
| Tercer  | Andy Schleck           | 15 pts |
| Quart   | Cadel Evans            | 13 pts |
| Cinquè  | Rigoberto Urán         | 11 pts |
| Sisè    | Alberto Contador       | 10 pts |
| Setè    | Thomas Voeckler        | 9 pts  |
| Vuitè   | Frank Schleck          | 8 pts  |
| Novè    | Jean-Christophe Péraud | 7 pts  |
| Desè    | Pierre Rolland         | 6 pts  |
| Onzè    | Ivan Basso             | 5 pts  |
| Dotzè   | Damiano Cunego         | 4 pts  |
| Tretzè  | Tom Danielson          | 3 pts  |
| Catorzè | Kevin de Weert         | 2 pts  |
| Quinzè  | Rein Taaramäe          | 1 pts  |

## Ports de muntanya
| Primer | Mickaël Delage   | 5 pts |
| Segon  | Bauke Mollema    | 3 pts |
| Tercer | Sylvain Chavanel | 2 pts |
| Quart  | Sandy Casar      | 1 pt  |

| Primer | Mickaël Delage    | 10 pts |
| Segon  | Sylvain Chavanel  | 8 pts  |
| Tercer | Sandy Casar       | 6 pts  |
| Quart  | Bauke Mollema     | 4 pts  |
| Cinquè | Arthur Vichot     | 2 pts  |
| Sisè   | Luis León Sánchez | 1 pt   |

| Primer | Sandy Casar       | 5 pts |
| Segon  | Julien El Fares   | 3 pts |
| Tercer | David Millar      | 2 pts |
| Quart  | Christophe Riblon | 1 pt  |

| Primer | Sylvain Chavanel  | 10 pts |
| Segon  | Anthony Charteau  | 8 pts  |
| Tercer | Gorka Izagirre    | 6 pts  |
| Quart  | Rémy di Grégorio  | 4 pts  |
| Cinquè | Sandy Casar       | 2 pts  |
| Sisè   | Christophe Riblon | 1 pt   |

| Primer | Gorka Izagirre   | 2 pts |
| Segon  | Anthony Charteau | 1 pt  |

| Primer | Jelle Vanendert  | 40 pts |
| Segon  | Samuel Sánchez   | 32 pts |
| Tercer | Andy Schleck     | 24 pts |
| Segon  | Cadel Evans      | 16 pts |
| Tercer | Rigoberto Urán   | 8 pts  |
| Quart  | Alberto Contador | 4 pts  |

## Classificació de l'etapa
|    | Ciclista               | Equip              | Temps      |
| -- | ---------------------- | ------------------ | ---------- |
| 1  | Jelle Vanendert        | Omega Pharma-Lotto | 5h 13' 25" |
| 2  | Samuel Sánchez         | Euskaltel–Euskadi  | + 21"      |
| 3  | Andy Schleck           | Team Leopard-Trek  | + 46"      |
| 4  | Cadel Evans            | BMC Racing Team    | + 48"      |
| 5  | Rigoberto Urán         | Team Sky           | + 48"      |
| 6  | Alberto Contador       | Saxo Bank-Sungard  | + 48"      |
| 7  | Thomas Voeckler        | Team Europcar      | + 48"      |
| 8  | Fränk Schleck          | Team Leopard-Trek  | + 48"      |
| 9  | Jean-Christophe Péraud | AG2R La Mondiale   | + 48"      |
| 10 | Pierre Rolland         | Team Europcar      | + 48"      |

## Classificació general
|    | Ciclista         | Equip                  | Temps       |
| -- | ---------------- | ---------------------- | ----------- |
| 1  | Thomas Voeckler  | Team Europcar          | 61h 04' 10" |
| 2  | Frank Schleck    | Team Leopard-Trek      | + 1' 49"    |
| 3  | Cadel Evans      | BMC Racing Team        | + 2' 06"    |
| 4  | Andy Schleck     | Team Leopard-Trek      | + 2' 15"    |
| 5  | Ivan Basso       | Liquigas-Cannondale    | + 3' 16"    |
| 6  | Samuel Sánchez   | Euskaltel–Euskadi      | + 3' 44"    |
| 7  | Alberto Contador | Saxo Bank-Sungard      | + 4' 00"    |
| 8  | Damiano Cunego   | Lampre-ISD             | + 4' 01"    |
| 9  | Tom Danielson    | Garmin-Cervélo         | + 5' 45"    |
| 10 | Kevin de Weert   | QuickStep Cycling Team | + 6' 18"    |

|    | Ciclista           | Equip              | Total   |
| -- | ------------------ | ------------------ | ------- |
| 1r | Mark Cavendish     | Team HTC-High Road | 264 pts |
| 2n | José Joaquín Rojas | Movistar Team      | 251 pts |
| 3r | Philippe Gilbert   | Omega Pharma-Lotto | 240 pts |

|    | Ciclista        | Equip              | Total  |
| -- | --------------- | ------------------ | ------ |
| 1r | Jelle Vanendert | Omega Pharma-Lotto | 74 pts |
| 2n | Samuel Sánchez  | Euskaltel–Euskadi  | 72 pts |
| 3r | Jérémy Roy      | FDJ                | 45 pts |

|    | Ciclista       | Equip         | Temps       | Temps |
| -- | -------------- | ------------- | ----------- | ----- |
| 1r | Rigoberto Urán | Team Sky      | 61h 12' 05" |       |
| 2n | Rein Taaramae  | Cofidis       | + 1' 07"    |       |
| 3r | Pierre Rolland | Team Europcar | + 1' 25"    |       |

|    | Equip             | Temps        | Temps |
| -- | ----------------- | ------------ | ----- |
| 1r | Team Leopard-Trek | 182h 46' 31" |       |
| 2n | Team Europcar     | + 06"        |       |
| 3r | AG2R La Mondiale  | + 2' 32"     |       |

## Abandonaments
- William Bonnet (FDJ). Fora de control.